# Paradoxostoma obliquum
Paradoxostoma obliquum är en kräftdjursart. Paradoxostoma obliquum ingår i släktet Paradoxostoma och familjen Paradoxostomatidae. Inga underarter finns listade i Catalogue of Life.